# 1,2-Dioksetan
1,2-Dioksetan (nadtlenek etylenu) – nasycony organiczny związek heterocykliczny. Jeden z 2 izomerów dioksetanu, zbudowany  z czteroatomowego pierścienia, w skład którego wchodzą dwa atomy węgla, oraz dwa atomy tlenu, sąsiadujące ze sobą bezpośrednio w cząsteczce i będące jednocześnie heteroatomami. Cząsteczkę 1,2-dioksetanu można rozpatrywać jako dimer formaldehydu.
W roku 1960 biochemicy odkryli, że niektóre pochodne 1,2-dioksetanu mają istotne znaczenie jako półprodukty w reakcjach odpowiedzialnych za bioluminescencję świetlików. Hipotezy tej nie można było dowieść, gdyż czteroczłonowe cykliczne nadtlenki są dość nietrwałe. Następnie w 1968 roku pierwszy przykład stabilnej pochodnej dioksetanu został otrzymany na Uniwersytecie Alberty w Edmonton, którym był 3,3,4-trimetylo-1,2-dioksetan, przygotowany jako żółty roztwór w benzenie. Przy podgrzaniu go do temperatury 60 °C rozkłada się stopniowo (a nie gwałtownie, jak wiele innych nadtlenków) do aldehydu octowego i acetonu, emitując bladoniebieskie światło.
Inna uzyskana pochodna 1,2-dioksetanu to 3,3,4,4-tetrametylo-1,2-dioksetan, symetryczny związek otrzymany w postaci jasnożółtych kryształów (o temperaturze topnienia 77–78 °C), rozkładających się w sposób wybuchowy podczas przechowywania w warunkach próżniowych (a także okazjonalnie przy ogrzewaniu i uderzeniu). Jest natomiast trwały w temperaturze −20 °C w obecności powietrza. Łatwo sublimuje. Po stopieniu wykazuje słabą ciemnoniebieską luminescencję. W roztworze benzenowym rozkłada się stopniowo, emitując niebieskie światło. Dodając do kryształów związki, które normalnie wykazują fluorescencję w świetle UV, kolor emitowanego światła może się zmienić.